# Ansaldo STS
Ansaldo STS är ett italienskt elektroteknikföretag som idag har trafikteknik som huvudområde. STS står för Signalling and Transportation Systems.

## Historik
Företaget grundades 1853 i Genua av Giovanni Ansaldo som Gio. Ansaldo & C.. De första åren hade man många produkter men kom sedan att specialisera sig på varvsindustri. Efter första världskriget började man tillverka bilar. 1932 övertogs företaget av statliga Istituto per la Ricostruzione Industriale (IRI) och koncentrerade tillverkningen till utrustningsindustrin. 1948 såldes företaget till Finmeccanica. 1980 bildade Finmeccania Ansaldo Trasporti (ATR), som börsnoterades på Milanobörsen 1986.
ATR köpte 1988 det amerikanska företaget Union Switch & Signal (US&S), som blev grunden till Ansaldo STS USA. 1989 köptes 49% av det franska företaget CSEE Transport, som hade grundats som Compagnie des Signaux pour Chemins de Fer, och senare bytt namn till Compagnie des Signaux et d'Entreprises Électriques. Ansaldo Trasporti bildade 1996 Ansaldo Signal, som senare noteras på NASDAQ-börsen, huvudsakligen baserat på verksamheter från US&S och CSEE (efter att de återstående 51% av CSEE förvärvats).
2001 överförde Ansaldo Trasporti sin systemenhet till det nya företaget Ansaldo Trasporti Sistemi Ferroviari (grundat 2000). Samtidigt lämnade Ansaldo Trasporti börsen och integrerades i Finmeccanica. 2006 grundades företaget Ansaldo STS som tog över ägandet av Ansaldo Signal och Ansaldo Trasporti Sistemi Ferroviari från Finmeccanica. 29 mars 2006 noterades Ansaldo STS på STAR-listan på Milanobörsen. 
24 februari 2015 tillkännagav Hitachi och Finmeccanica ett avtal där Hitachi skulle köpa hela Finmeccanicas ägande i Ansaldo STS, motsvarande ungefär 40% av kapitalet, och huvuddelen av verksamheten i AnsaldoBreda. Köpet genomförde 2 november 2015. 4 januari 2016 tillkännagav Hitachi ett offentligt bud på återstoden av aktierna i Ansaldo STS, vilket ledde till att Hitachi 2017 hade kommit upp till ett ägande av 50,8% av aktiekapitalet.